# Beppe Cutrera
Giuseppe Cutrera, meglio conosciuto come Beppe (Palermo, ... – ...; fl. XX secolo), è stato un allenatore di calcio italiano.

## Carriera
Ha iniziato la carriera allenando l'Alcamo nella Coppa Arpinati e nel campionato regionale di Seconda Divisione nella stagione 1933-1934, per poi guidare la Juventina Palermo in Serie C nella stagione 1940-1941 ed in Serie B nella stagione 1942-1943, nella quale è subentrato in panchina a Renato Nigiotti. Nel mezzo di queste due stagioni siede per un'annata sulla panchina dell'Aviosicula di Palermo, con cui nella stagione 1941-1942 conquista un terzo posto in classifica nel girone H del campionato di Serie C. Ha in seguito nuovamente guidato la squadra del capoluogo siciliano anche nella stagione 1944-1945, durante la quale i rosanero hanno vinto il Campionato siciliano. Dopo la fine della Seconda guerra mondiale ha allenato per un periodo il Palermo in Serie B e successivamente il Trapani in Serie C nella stagione 1947-1948, durante la quale ha guidato la squadra al 4º posto finale in classifica. Ha poi allenato per due stagioni consecutive il Marsala, entrambe in Serie C, fino al termine della stagione 1949-1950. L'anno seguente ha ottenuto una promozione in Prima Divisione con il Ragusa. Successivamente ha allenato anche l'Adrano, il Ribera ed il Mazara nelle serie minori. Nelle stagioni 1960-1961 e 1961-1962 ha poi allenato rispettivamente il Milazzo e la Folgore Selinunte, entrambe in Prima Categoria (il massimo livello regionale, e quinto assoluto nella piramide calcistica italiana, dell'epoca), vincendo con quest'ultima il campionato.

## Palmarès

### Allenatore

#### Competizioni regionali
- Campionato siciliano: 1

Palermo: 1945
- Seconda Divisione: 1

Ragusa: 1950-1951
- Prima Categoria: 1

Folgore Selinunte: 1961-1962 (girone A)

#### Competizioni nazionali
- Promozione: 1

Marsala: 1948-1949